# 이마조촌
이마조촌(今庄村)은 후쿠이현 난조군에 설치되었던 촌이다. 현재의 미나미에치젠정 중부에 해당한다.